# Victor Milner
Victor Milner (New York, 15 dicembre 1893 – Los Angeles, 29 ottobre 1972) è stato un direttore della fotografia statunitense.
Fu uno dei membri fondatori dell'American Society of Cinematographers (ASC).
Vinse l'Oscar alla migliore fotografia nel 1935 per il film Cleopatra.

## Filmografia
- The Cabaret Girl, regia di Douglas Gerrard (1918)
- One Hour Before Dawn, regia di Henry King (1920)
- Felix O'Day, regia di Robert Thornby (1920)
- Half a Chance, regia di Robert Thornby (1920)
- When We Were Twenty-One, regia di Henry King (1921)
- Human Hearts, regia di King Baggot (1922)
- The Lavender Bath Lady, regia di King Baggot (1922)
- The Love Letter, regia di King Baggot (1923)
- The Red Lily, regia di Fred Niblo (1924)
- Matador (The Spaniard), regia di Raoul Walsh (1925)
- All'ombra delle pagode (East of Suez), regia di Raoul Walsh (1925)
- La vergine dell'harem (The Lady of the Harem), regia di Raoul Walsh (1926)
- The Cat's Pajamas, regia di William A. Wellman (1926)
- I figli del divorzio (Children of Divorce), regia di Frank Lloyd e Josef von Sternberg (1927)
- Preferite il primo amore (Blonde or Brunette), regia di Richard Rosson (1927)
- Nel gorgo del peccato (The Way of All Flesh), regia di Victor Fleming (1927)
- La dama di Mosca (The Woman from Moscow), regia di Ludwig Berger (1928)
- Amori di un'attrice (Loves of an Actress), regia di Rowland V. Lee (1928)
- Vita nuova (Three Sinners), regia di Rowland V. Lee (1928)
- Il principe consorte (The Love Parade), regia di Ernst Lubitsch (1929)
- The Marriage Playground, regia di Lothar Mendes (1929)
- Galas de la Paramount, regia aa.vv (1930)
- Montecarlo (Monte Carlo), regia di Ernst Lubitsch (1930)
- Per una donna (I Take This Woman), regia di Marion Gering (1931)
- Man of the World, regia di Richard Wallace e Edward Goodman (1931)
- Ladies' Man, regia di Lothar Mendes (1931)
- Mancia competente (Trouble in Paradise), regia di Ernst Lubitsch (1932)
- Un'ora d'amore (One Hour with You), regia di Ernst Lubitsch e George Cukor (1932)
- Une heure près de toi, regia di Ernst Lubitsch e George Cukor (1932)
- Amami stanotte, regia di Rouben Mamoulian (1932)
- Partita a quattro (Design for Living), regia di Ernest Lubitsch (1933)
- Il cantico dei cantici, regia di Rouben Mamoulian (1933)
- Cleopatra, regia di Cecil B. DeMille (1934)
- La rosa del sud (So Red the Rose), regia di King Vidor (1935)
- Desiderio (Desire), regia di Frank Borzage (1936)
- Till We Meet Again, regia di Robert Florey (1936)
- Il generale morì all'alba, regia di Lewis Milestone (1936)
- La conquista del West, regia di Cecil B. DeMille (1936)
- La fuga di Bulldog Drummond (Bulldog Drummond Escapes), regia di James P. Hogan (1937)
- Artisti e modelle, regia di Raoul Walsh (1937)
- I filibustieri, regia di Cecil B. DeMille (1938)
- Union Pacific, regia di Cecil B. DeMille (1939)
- What a Life, regia di Theodore Reed (1939)
- Giubbe rosse, regia di Cecil B. DeMille (1940)
- Un colpo di fortuna, regia di Preston Sturges (1940)
- Ritrovarsi, regia di Preston Sturges (1942)
- Il pirata e la principessa (The Princess and the Pirate), regia di David Butler (1944)
- La storia del dottor Wassell (The Story of Dr. Wassell), regia di Cecil B. DeMille (1944)
- L'uomo meraviglia, regia di H. Bruce Humberstone (1945)
- Lo strano amore di Marta Ivers, regia di Lewis Milestone (1946)
- Infedelmente tua (Unfaithfully Yours), regia di Preston Sturges (1948)
- Le furie (The Furies), regia di Anthony Mann (1950)